# Claude-Casimir Gillet
Claude Casimir Gillet ( 19 de mayo de 1806 Dormans - 1896 ) fue un veterinario, botánico y micólogo francés.
Apenas retirado de su práctica veterinaria, se consagra a las setas. Gillet publica muchas obras de esa órbita como
- Les Champignons de France

- con Jean Henri Magne, Nouvelle flore française, Paris, Garnier frères, 1873. 743 pp. edición de 1868 en línea

- Les Hyménomycètes. 1874, 828 pp.

- Les Discomycètes. 9 vols. 1879-1887.

- Les Champignons qui croissent en France: description et iconographie. París, Baillière, 1878, in-8°, 133 planchas, 828 pp., 2 vols.

Las ilustraciones las realizaba su esposa y su hija.

## Fuente
- Biografía en "Agence régionale de l’environnement de Haute-Normandie"

- La abreviatura «Gillet» se emplea para indicar a Claude-Casimir Gillet como autoridad en la descripción y clasificación científica de los vegetales.[1]